# Christina Egelund
Christina Egelund, född 9 december 1977 i Hjørring, Danmark er en dansk affärskvinna och politiker. Sedan 2022 har hon varit undervisnings- och forskningsminister i Regeringen Mette Frederiksen II (SVM-regeringen). Hon satt i folketinget för Liberal Alliance 2015-19, invald för Nordjyllands storkrets och var partiets gruppledare i Folketinget 2018-19. Hon var också Liberal Alliances spetskandidat vid Europaparlamentsvalet 2014. Hon gick ur partiet 2019. Efter att ha deltagit i  misslyckat försök att starta ett nytt parti (Fremad) lämnade hon politiken, men återvände oväntat då hon i december 2022 utsågs till en av av Moderaternes ministrar i den nya SVM-regeringen.
Egelund är delägare i Jambo feriepark i närheten av Saltum, Nordjylland, där hon också har arbetat. Hon satt 2013-2015 i styrelsen för VisitDenmark.

## Politisk karriär
Som 13-åring gick Egelund med i Konservativ Ungdom och var aktiv i organisationen under gymnasietiden samt ledare för lokalföreningen i Hjørring. Hon gick med i Liberal Alliance 2010 och valdes 2013 till partiets ledare i Nordjyllands storkrets.

### Europaparlamentsvalet 2014
Partiet valde Egelund till spetskandidat vid Europaparlamentsvalet 2014, men hon blev inte invald.
Christina Egelunds valfrågor vid valet var att EU borde återvända till EG:s fokus på fred, frihet och frihandel. I linje med Liberal Alliances program stödde hon inte införande av euron, en bankunion, finanspakt eller välfärdstjänster över gränserna.
Under valkampanjen inför EP-valet 2014 ville hon att EU-medborgare skulle vara tvungna att ha fem års intjänande innan de kunde få danska välfärdsförmåner som arbetslöshetsersättning och barnbidrag.
Partiet betecknade sig som det enda parti vid parlamentsvalet som var både borgerligt och EU-kritiskt.
En undersökning visade att hon var den av de danska partiernas spetskandidater som var minst känd. Endast 6 % kände till henne.

### Folketingsmedlem
Vid folketingsvalet 2015 blev Egelund invald för Nordjyllands storkrets med 3 076 personröster. Efter Liberal Alliance blev en del av regeringen 2016 blev partiets talesperson i folketinget. Mellan 2018 och 2019 var hon även gruppledare för folketingsgruppen.
Vid folketingsvalet 2019, där Liberal Allicance gick tillbaka från 13 till 4 mandat och Egelund åkte ur folketinget, även om hon fick 2 029 personröster (motsvarade 29 % av partiets totala antal röster i Nordjyllands storkrets).

### Fremad
Fyra månader efter att hon åkt ur Folketinget gick hon ur Liberal Alliance och motiverade det med att den liberala strömning i partiet, som såg sig som en del av, var under press från en konkurrerande nationell strömning. "Det er, som om at partiet invaderes af en stigende konservatisme - og så hører jeg ikke længere hjemme der", sade hon till Danmarks Radio i samband med att hon lämnade partiet. I november 2019 grundade Egelund, tillsammans med Simon Emil Ammitzbøll-Bille, partiet Fremad. Partiet ville bl.a. föra en fast, men human, migrationspolitik, vara engagerat i EU-politiken och avskaffa undantagsreglerna. Egelund var partiets talesperson samt vice partiledare.
Då Fremad lades ner 8 oktober 2020 lämnade Egelund dansk politik.

### Moderaterne
Christina Egelund gick med i det nya parti Moderaterne, men ställde inte upp som folketingskandidat för partiet. Hon tackade däremot ja när hon blev tillfrågad av partiledare Lars Løkke Rasmussen om hon ville bli undervisnings- och forskningsminister i SVM-regeringen, som bildades 15 december 2022 efter Folketingsvalet 2022.